# 第37回ベルリン国際映画祭
第37回ベルリン国際映画祭は1987年2月20日から3月3日まで開催された。

## 概要
コンペティション部門には21本の長編と19本の短編が出品され、金熊賞にはソ連制作のドラマ『Tema』が、銀熊賞には日本映画『海と毒薬』が選ばれた。公式部門においては、これまで海外で見る機会のあまりなかったソ連映画が多く上映された。

## 受賞
- 金熊賞：『Tema』(グレブ・パンフィーロフ)
- 銀熊賞
  - 審査員特別賞：『海と毒薬』 (熊井啓)
  - 監督賞：オリヴァー・ストーン (『プラトーン』)
  - 男優賞：ジャン・マリア・ヴォロンテ (『首相暗殺』)
  - 女優賞：アナ・ベアトリス・ノグエイラ (『Vera』)
  - 芸術貢献賞：『愛は静けさの中に』
  - 個人貢献賞：マールタ・メーサーロッシュ (『日記』)、フェルナンド・トルエバ (『El año de las luces』)

## 上映作品

### コンペティション部門
長編映画のみ記載。アルファベット順。邦題がついていない場合は原題の下に英題。
| 題名 原題                                      | 監督                                         | 製作国                  |
| ---------------------------------------------- | -------------------------------------------- | ----------------------- |
| 'Night, Mother                                 | トム・ムーア                                 | アメリカ合衆国          |
| 愛は静けさの中に Children of a Lesser God      | ランダ・ヘインズ                             | アメリカ合衆国          |
| Comrades                                       | ビル・ダグラス                               | イギリス                |
| エムペドクレスの死 Der Tod des Empedokles      | ジャン＝マリー・ストローブ、ダニエル・ユイレ | フランス 西ドイツ       |
| Die Verliebten (Days to Remember)              | Jeannine Meerapfel                           | 西ドイツ ユーゴスラビア |
| El año de las luces (The Year of Awakening)    | フェルナンド・トルエバ                       | スペイン                |
| For Love Alone                                 | スティーヴン・ウォレス                       | オーストラリア          |
| 首相暗殺 Il caso Moro                          | ジュゼッペ・フェラーラ                       | イタリア                |
| Le miraculé                                    | ジャン＝ピエール・モッキー                   | フランス                |
| Les fous de bassan (In the Shadow of the Wind) | イヴ・シモノー                               | カナダ フランス         |
| 仮面 Masques                                   | クロード・シャブロル                         | フランス                |
| 汚れた血 Mauvais sang                          | レオス・カラックス                           | フランス                |
| 日記 Napló szerelmeimnek                       | マールタ・メーサーロッシュ                   | ハンガリー              |
| プラトーン Platoon                             | オリヴァー・ストーン                         | アメリカ合衆国          |
| Skorbnoe bescuvstvie(Mournful Unconcern)       | アレクサンドル・ソクーロフ                   | ソビエト連邦            |
| So viele Träume                                | ハイナー・カーロフ                           | 東ドイツ                |
| Тема (The Theme)                               | Gleb Panfilov                                | ソビエト連邦            |
| 海と毒薬                                       | 熊井啓                                       | 日本                    |
| Vera                                           | セルジオ・トレド                             | ブラジル                |
| Vlcí bouda (Wolf's Hole)                       | ヴェラ・ヒティロヴァ                         | チェコスロバキア        |

### コンペティション外
- 愛と栄光への日々/ライト・オブ・デイ – ポール・シュレーダー (アメリカ)
- 愛の記録 – アンジェイ・ワイダ (ポーランド)
- デヴィッド・バーンの トゥルー・ストーリー – デヴィッド・バーン (アメリカ)
- ハスラー2 – マーティン・スコセッシ (アメリカ)
- Der kleine Staatsanwalt – ハーク・ボーム (西ドイツ)
- Ein Treffen mit Rimbaud – Ernst-August Zurborn (西ドイツ)
- Proscanie – エレム・クリモフ (ソ連)

## 日本映画
コンペティション部門に熊井啓の『海と毒薬』が出品され銀熊賞を受賞したが、その他はフォーラム部門に原一男の『ゆきゆきて、神軍』が上映されたのみであった。

## 審査員
- クラウス・マリア・ブランダウアー (オーストリア/俳優)
- ラインハルト・ハウフ (西ドイツ/監督)
- イジー・メンツェル (チェコスロヴァキア/監督)
- ダン・ピタ (ルーマニア/監督)
- カリスト・コスリッチ (イタリア/脚本家)
- Viktor Dyomin (ソ連/脚本家・俳優)
- ポール・シュレーダー (アメリカ/脚本家・監督)
- ジュリエット・ベルト (フランス/女優)
- キャサリーン・キャロル (アメリカ/ジャーナリスト)
- アントニオ・スカルメタ (チリ/作家)
- Edmund Luft (西ドイツ/)